# Бухтівець
Бухтіве́ць, Бухтовець — річка в Українських Карпатах, у межах Надвірнянського району Івано-Франківської області. Ліва притока Бистриці Надвірнянської (басейн Дністра).

## Опис
Довжина 11 км, площа басейну 33,8 км². Похил річки 56 м/км. Річка гірського типу. Долина вузька і глибока, у верхній течії переважно заліснена. Річище слабозвивисте, дно кам'янисте, з численними перекатами; є водоспади.

## Розташування
Бухтівець бере початок на захід від села Букове, при північно-східних схилах хребта Чортка (масив Ґорґани). Тече спершу переважно на схід, у середній течії і в пониззі — на південний схід. Впадає до Бистриці Надвірнянської біля східної частини села Пасічна.

## Цікаві факти
- Біля села Букове на річці та одній з її приток є мальовничі водоспади: Бухтівецький, Крапельковий і Бухтівецький верхній. У гирлі річки розташований Бухтівецько-Бистрицький водоспад.